# Onlay
Onlay é uma comuna francesa na região administrativa de Borgonha-Franco-Condado, no departamento Nièvre. Estende-se por uma área de 19,9 km². Em 2010 a comuna tinha 152 habitantes (densidade: 7,6 hab./km²).